# 第18代総選挙 (大韓民国)
第18代総選挙（だい18だいそうせんきょ）は、大韓民国国会の議員を選出するため2008年4月9日に行なわれた韓国の選挙で、1948年5月の初代総選挙から数えて18回目となる。韓国では選挙回数を「第○回」ではなく「第○代」と数え、名称も「総選挙」（총선거）ではなく「総選」（총선）と表記するのが一般的である。

## 概要
前年12月の大統領選挙で当選した李明博が、第17代大統領に就任（2月25日）した直後に行われた総選挙である。選挙の結果、10年ぶりに政権与党に復帰したハンナラ党が過半数を上回る議席を確保する一方で、旧与党系の大統合民主新党（以下、民主新党）と民主党（以下、旧・民主党）が統合して創党された「統合民主党」（以下、民主党）は現有議席を下回る結果となった。また、大統領選挙に出馬して健闘した李会昌が結成した自由先進党（以下、先進党）やハンナラ党の公認を外された朴槿恵派の議員が結成した親朴連帯は善戦健闘、左派政党の民主労働党（以下、民労党）は現有議席を下回る厳しい結果となった。

## 基礎データ
- 大統領：李明博（ハンナラ党）、前年の大統領選挙で与党系の鄭東泳候補（民主新党）を大差で破って当選した。2月に第17代大韓民国大統領に就任。
- 改選議席数：299議席
  - 小選挙区：245議席
  - 比例代表：54議席
- 選挙制度：小選挙区比例代表並立制（記号式2票制）
- 告示：2008年3月27日（候補登録は3月26日と27日の二日間）
- 有権者数：37,796,035名（2006年の地方選挙から有権者の年齢が満20歳以上から満19歳以上に引き下げ[2]）
- 候補者数：1119人（小選挙区）/15政党・188人（比例代表）

| 党派       | 地域区 | 比例区 |
| ---------- | ------ | ------ |
| 統合民主党 | 197    | 31     |
| ハンナラ党 | 245    | 49     |
| 自由先進党 | 94     | 20     |
| 民主労働党 | 103    | 10     |
| 創造韓国党 | 12     | 12     |
| 親朴連帯   | 53     | 14     |
| 進歩新党   | 34     | 11     |
| 無所属     | 127    | ―      |

出典：韓国中央選挙管理委員会の「第18代総選挙総覧」の248〜249頁“政党別候補者及び当選人数”より。なお諸派政党の候補者に関しては除外した。

## 選挙結果
- 投票日：2008年4月9日
- 投票率：46.0%（投票した有権者数17,415,666名/総有権者数37,796,035名）[3]・・・歴代総選挙で過去最低[4]

| 道・市         | 投票率 | 投票者数   | 全有権者数 |
| -------------- | ------ | ---------- | ---------- |
| 全国平均       | 46.1   | 17,415,666 | 37,796,035 |
| ソウル特別市   | 45.8   | 3,701,619  | 8,078,355  |
| 仁川広域市     | 42.5   | 858,234    | 2,018,699  |
| 釜山広域市     | 42.9   | 1,218,303  | 2,841,445  |
| 蔚山広域市     | 45.8   | 371,853    | 812,693    |
| 大邱広域市     | 45.1   | 857,041    | 1,899,679  |
| 大田広域市     | 45.3   | 498,876    | 1,101,299  |
| 光州広域市     | 42.4   | 438,379    | 1,034,393  |
| 京畿道         | 43.7   | 3,626,666  | 8,290,855  |
| 江原道         | 51.5   | 600,692    | 1,166,766  |
| 忠清北道       | 49.3   | 567,437    | 1,151,531  |
| 忠清南道       | 48.2   | 744,018    | 1,542,618  |
| 全羅北道       | 47.5   | 676,727    | 1,424,401  |
| 全羅南道       | 50.0   | 748,744    | 1,496,888  |
| 慶尚北道       | 53.1   | 1,113,646  | 2,097,907  |
| 慶尚南道       | 48.3   | 1,171,689  | 2,424,602  |
| 済州特別自治道 | 53.5   | 221,444    | 413,904    |

出典：中央選挙管理委員会 第18代国会議員選挙管理システム。なお投票率が50%を越えた地域は太字で強調した。
有権者の興味を惹くほどの与野党間の争点がなかった事や、主要政党の公認決定が内紛などで遅れ、各党間の政策が明確に示される環境が整わないなどの理由から、選挙への関心は低く、選挙管理委員会による博物館などの公共施設利用料が無料になる確認証配布などの施策も功を奏せず、前回総選挙（17代）の投票率60.6%に比べ、マイナス14.5%も低下し、これまでで最低だった2000年総選挙（第16代）の投票率57.2%をも下回る過去最低の投票率を記録した。

### 政党別選挙結果
| 131        | 66         | 14   | 6    | 2    | 1    | 25     |
| ハンナラ党 | 統合民主党 | 先進 | 親朴 | 民労 | 創造 | 無所属 |

| 22         | 15         | 4    | 8    | 3    | 2    |
| ハンナラ党 | 統合民主党 | 先進 | 親朴 | 民労 | 創造 |

凡例：先進＝自由先進党、親朴＝親朴連帯、民労＝民主労働党、創造＝創造韓国党
| 党派          | 党派                   | 地域区     | 地域区 | 地域区 | 比例代表   | 比例代表 | 比例代表 | 合計 | 合計  |
| 党派          | 党派                   | 得票数     | %      | 議席   | 得票数     | %        | 議席     | 議席 | %     |
| ------------- | ---------------------- | ---------- | ------ | ------ | ---------- | -------- | -------- | ---- | ----- |
| 与党 여당     | ハンナラ党 한나라당    | 7,478,776  | 43.45  | 131    | 6,421,727  | 37.48    | 22       | 153  | 51.2  |
| 野党 야당     | 統合民主党 통합민주당  | 4,977,508  | 28.92  | 66     | 4,313,645  | 25.17    | 15       | 81   | 27.1  |
| 野党 야당     | 自由先進党 자유선진당  | 984,751    | 5.72   | 14     | 1,173,463  | 6.84     | 4        | 18   | 6.0   |
| 野党 야당     | 親朴連帯 친박연대      | 637,351    | 3.70   | 6      | 2,258,750  | 13.18    | 8        | 14   | 4.7   |
| 野党 야당     | 民主労働党 민주노동당  | 583,665    | 3.39   | 2      | 973,445    | 5.68     | 3        | 5    | 1.7   |
| 野党 야당     | 創造韓国党 창조한국당  | 72,803     | 0.42   | 1      | 651,993    | 3.80     | 2        | 3    | 1.0   |
| 野党 야당     | 進歩新党 진보신당      | 229,500    | 1.33   | 0      | 504,466    | 2.94     | 0        | 0    | 0.0   |
| 諸派・ 無所属 | その他の政党 기타 정당 | 341,010    | 1.98   | 0      | 834,048    | 4.83     | 0        | 0    | 0.0   |
| 諸派・ 無所属 | 無所属 무소속          | 1,907,326  | 11.08  | 25     | ―          | ―        | ―        | 25   | 8.3   |
| 合計          | 合計                   | 17,212,690 |        | 245    | 17,131,537 |          | 54       | 299  | 100.0 |

出典：韓国中央選挙管理委員会 18代国会議員選挙管理システム」。韓国中央選挙管理委員会選挙情報センター『제18대 국회의원선거총람 :2008.4.9시행』（第18代国会議員選挙総覧:2008.4.9施行）の“시도별・정당별・득표수（지역구）”（市道別・政党別・得票数(地域区)、286〜289頁）。

#### ハンナラ辛勝、民主惨敗
当初は、180議席程度の圧勝もありえると考えられていたハンナラ党（選挙前112議席）であるが、保守政党の先進党、親朴連帯や親朴系無所属候補の候補と接戦になったことで、忠清道のみならず党の地盤の嶺南（慶尚道）でも支持が伸び悩み、過半数（150議席）を3議席だけ上回る153議席で辛勝に近い結果となった。
選挙前は院内第一党で、改憲阻止線である100議席を目標としていた主体の民主党（136議席）は、党の地盤である湖南（光州広域市・全羅道）や忠清北道及び済州特別自治道では第一党になったが、首都ソウルを含む首都圏で議席を大幅に減らした結果、81議席に留まり惨敗した。
李会昌総裁が率いる先進党（9議席）は李会昌の地盤である忠清道、特に大田広域市と忠清南道で圧倒的強さを発揮し、第三党に躍進したが、院内交渉団体を形成するために必要な20議席には届かなかった。また、忠清道以外の地域区では当選者を出せず、地域政党としての限界も示される形となった。
ハンナラ党の公認を得られなかった朴槿恵元ハンナラ党代表支持グループが結成した親朴連帯（3議席）は、朴氏の地元である大邱市や慶尚北道で支持を伸ばし、善戦した。
前回の総選挙で10議席を獲得し、初めて院内進出に成功した左翼政党の民労党（6議席）は、対北朝鮮政策を巡って党が分裂した影響もあって比例代表議席を半分以下に減らし、5議席に留まり前回選挙の半分という厳しい結果となった。一方、民労党から離党したグループが結成した進歩新党は地域区で立候補した共同代表の魯会燦と沈相奵が僅差で落選、比例代表でも議席阻止線の得票率3%にわずかに届かず議席を獲得することが出来なかった。
前年の大統領選挙で敗北した大統領候補の文国現が代表を務める創造韓国党（1議席）は文代表がソウルで当選、比例代表でも2議席を獲得して健闘した。
無所属（25議席）は、ハンナラ党や民主党の公認を得ることが出来なかった候補者が多数出馬し、第六共和国時代の総選挙では過去最高の25議席となった。

#### 保守勢力の拡大
| 勢力           | 第17代総選挙                         | 第17代総選挙 | 第18代総選挙                     | 第18代総選挙 |
| 勢力           | 議席数（党派）                       | ％           | 議席数（党派）                   | ％           |
| -------------- | ------------------------------------ | ------------ | -------------------------------- | ------------ |
| 中道進歩・進歩 | 171（ウリ152+民労10+民主9）          | 57.20        | 89（民主81+民労5+創造韓国3）     | 29.77        |
| 中道保守・保守 | 126（ハンナラ121+自民連4+国民統合1） | 42.14        | 185（ハンナラ153+先進18+親朴14） | 61.87        |

注：無所属については除外して計算
前回の総選挙では、ウリ党と民労党及び新千年民主党が過半数を占め、中道進歩主義・進歩主義勢力が国会を制する結果となった。しかし今回の選挙では、中道保守のハンナラ党が過半数を獲得、親朴連帯や保守政党である先進党も躍進し、国会の6割以上を中道保守・保守勢力が占める結果となり、民主党や民労党及び創造韓国党といった中道進歩主義・進歩主義勢力は三分の一にも届かない厳しい結果となった。また新聞社が行った国会議員の理念性向調査でも、前回選挙で選ばれた議員に比べ相対的に保守化傾向が見られた。
| 党派                | 進歩    | 中道 進歩 | 中道 保守 | 保守      | 不明 /無応答 |
| ------------------- | ------- | --------- | --------- | --------- | ------------ |
| ハンナラ党（118名） | 0       | 13(11.0%) | 89(75.4%) | 12(10.2%) | 4(3.4%)      |
| 民主党（60名）      | 1(1.7%) | 49(81.7%) | 7(11.6%)  | 1(1.7%)   | 2(3.3%)      |
| 先進党（9名）       | 0       | 0         | 5(55.6%)  | 2(22.2%)  | 2(22.2%)     |

| 地域              | 進歩    | 中道 進歩 | 中道 保守 | 保守     | 不明 ・無回答 |
| ----------------- | ------- | --------- | --------- | -------- | ------------- |
| 首都圏（83名）    | 0       | 24(28.9%) | 46(55.4%) | 9(10.8%) | 4(4.8%)       |
| 嶺南（49名）      | 2(4.1%) | 6(12.2%)  | 35(71.4%) | 5(10.2%) | 1(2.0%)       |
| 湖南（27名）      | 1(3.7%) | 21(77.8%) | 3(11.1%)  | 1(3.7%)  | 1(3.7%)       |
| 忠淸（14名）      | 0       | 6(42.9%)  | 5(35.7%)  | 1(7.1%)  | 2(14.3%)      |
| 江原・済州（9名） | 0       | 5(55.6%)  | 4(44.4%)  | 0        | 0             |

出典：수도권 당선자 66.2%가 “보수적”… 전국 평균보다 높아 （首都圏當選者66.2%が“保守的”・・・全国平均より高め）東亜日報2008年4月15日付。表「정당별 이념성향」（政黨別理念性向）。表「지역별 이념성향」（地域別理念性向）。尚、党名と地域名、後ろの括弧書きの数字は質問調査に応じた當選者の数である。

### 地域別選挙結果

第18代総選挙地域区選挙結果を地図に示したものである。
■ ハンナラ党 ■ 統合民主党 ■ 自由先進党
■ 民主労働党 ■ 創造韓国党 ■ 親朴連帯
■ 無所属

|                |                | 定数 | 党派 | 党派 | 党派 | 党派 | 党派 | 党派 | 党派 |
| ハン           | 民主           | 定数 | 先進 | 親朴 | 民労 | 韓国 | 無所 |      |      |
| 合計議席数     | 合計議席数     | 245  | 131  | 66   | 14   | 6    | 2    | 1    | 25   |
| -------------- | -------------- | ---- | ---- | ---- | ---- | ---- | ---- | ---- | ---- |
| 首都圏         | ソウル特別市   | 48   | 40   | 7    | 0    | 0    | 0    | 1    | 0    |
| 首都圏         | 仁川広域市     | 12   | 9    | 2    | 0    | 0    | 0    | 0    | 1    |
| 首都圏         | 京畿道         | 51   | 32   | 17   | 0    | 1    | 0    | 0    | 1    |
| 江原道         | 江原道         | 8    | 3    | 2    | 0    | 0    | 0    | 0    | 3    |
| 忠清道         | 大田広域市     | 6    | 0    | 1    | 5    | 0    | 0    | 0    | 0    |
| 忠清道         | 忠清北道       | 8    | 1    | 6    | 1    | 0    | 0    | 0    | 0    |
| 忠清道         | 忠清南道       | 10   | 0    | 1    | 8    | 0    | 0    | 0    | 1    |
| 湖南(全羅道)   | 光州広域市     | 8    | 0    | 7    | 0    | 0    | 0    | 0    | 1    |
| 湖南(全羅道)   | 全羅北道       | 11   | 0    | 9    | 0    | 0    | 0    | 0    | 2    |
| 湖南(全羅道)   | 全羅南道       | 12   | 0    | 9    | 0    | 0    | 0    | 0    | 3    |
| 嶺南(慶尚道)   | 釜山広域市     | 18   | 11   | 1    | 0    | 1    | 0    | 0    | 5    |
| 嶺南(慶尚道)   | 大邱広域市     | 12   | 8    | 0    | 0    | 3    | 0    | 0    | 1    |
| 嶺南(慶尚道)   | 蔚山広域市     | 6    | 5    | 0    | 0    | 0    | 0    | 0    | 1    |
| 嶺南(慶尚道)   | 慶尚北道       | 15   | 9    | 0    | 0    | 1    | 0    | 0    | 5    |
| 嶺南(慶尚道)   | 慶尚南道       | 17   | 13   | 1    | 0    | 0    | 2    | 0    | 1    |
| 済州特別自治道 | 済州特別自治道 | 3    | 0    | 3    | 0    | 0    | 0    | 0    | 0    |

出典：「朝鮮日報総選特集サイト、政党別地域区議席数確保現況」。太字の数字は当該地域の獲得議席数が第一党であることを示す。
|                |                | 党派  | 党派  | 党派  | 党派  | 党派  | 党派 | 党派 |
| ハン           | 民主           | 親朴  | 先進  | 民労  | 韓国  | 進歩  |      |      |
| 全国           | 全国           | 37.48 | 25.17 | 13.18 | 6.84  | 5.68  | 3.80 | 2.94 |
| -------------- | -------------- | ----- | ----- | ----- | ----- | ----- | ---- | ---- |
| 首都圏         | ソウル特別市   | 42.22 | 28.31 | 10.44 | 4.79  | 3.78  | 4.63 | 4.04 |
| 首都圏         | 仁川広域市     | 39.68 | 24.55 | 10.86 | 6.10  | 5.79  | 4.38 | 3.18 |
| 首都圏         | 京畿道         | 40.92 | 26.37 | 11.44 | 4.73  | 4.80  | 4.38 | 3.25 |
| 江原道         | 江原道         | 45.22 | 18.61 | 12.29 | 6.34  | 5.94  | 3.66 | 2.25 |
| 忠清道         | 大田広域市     | 24.78 | 18.61 | 8.65  | 34.84 | 3.87  | 3.66 | 2.01 |
| 忠清道         | 忠清北道       | 34.01 | 23.88 | 12.33 | 13.72 | 5.68  | 3.35 | 1.96 |
| 忠清道         | 忠清南道       | 27.12 | 13.54 | 7.22  | 37.78 | 4.70  | 2.54 | 1.71 |
| 湖南(全羅道)   | 光州広域市     | 5.90  | 70.39 | 1.29  | 0.93  | 9.36  | 3.90 | 2.57 |
| 湖南(全羅道)   | 全羅北道       | 9.25  | 64.30 | 2.34  | 1.64  | 7.42  | 2.92 | 2.44 |
| 湖南(全羅道)   | 全羅南道       | 6.35  | 66.38 | 1.77  | 1.06  | 10.08 | 2.30 | 1.59 |
| 嶺南(慶尚道)   | 釜山広域市     | 43.52 | 12.73 | 22.57 | 5.19  | 5.28  | 3.76 | 2.77 |
| 嶺南(慶尚道)   | 蔚山広域市     | 42.96 | 9.33  | 18.71 | 3.37  | 14.24 | 3.48 | 4.46 |
| 嶺南(慶尚道)   | 大邱広域市     | 46.56 | 4.92  | 32.74 | 3.95  | 3.23  | 2.91 | 2.29 |
| 嶺南(慶尚道)   | 慶尚北道       | 53.45 | 5.61  | 23.56 | 2.89  | 4.09  | 2.35 | 1.75 |
| 嶺南(慶尚道)   | 慶尚南道       | 45.03 | 10.51 | 17.95 | 4.23  | 10.62 | 3.42 | 2.97 |
| 済州特別自治道 | 済州特別自治道 | 32.40 | 30.22 | 12.29 | 4.17  | 9.98  | 5.06 | 2.32 |

出典：「韓国中央選挙管理委員会 国会議員選挙管理システム」。
注1：比例代表では15政党が候補者名簿を提出したが、ここでは比例代表で議席を獲得した政党と民労党から分裂して結成された進歩新党のみ掲載した。太字はその政党の得票率が当該地域で第一党になったことを示す。

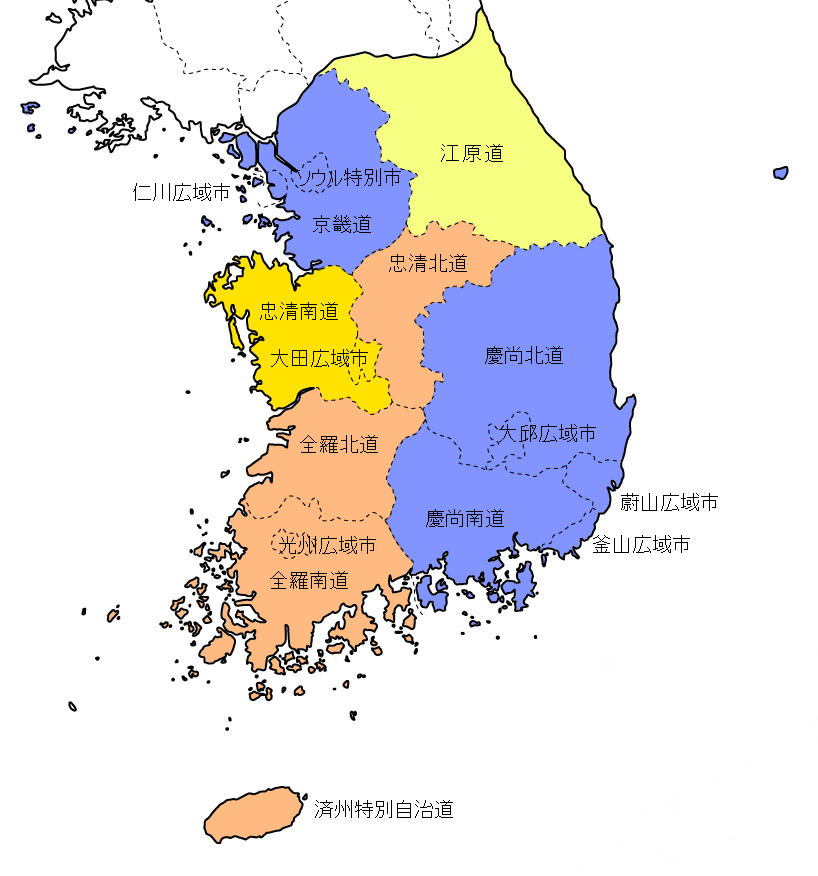
地域区選挙における各政党の優勢地域（道・広域市）を地図に示したものである。
■ハンナラ党
■民主党
■先進党
■ハンナラ党と無所属

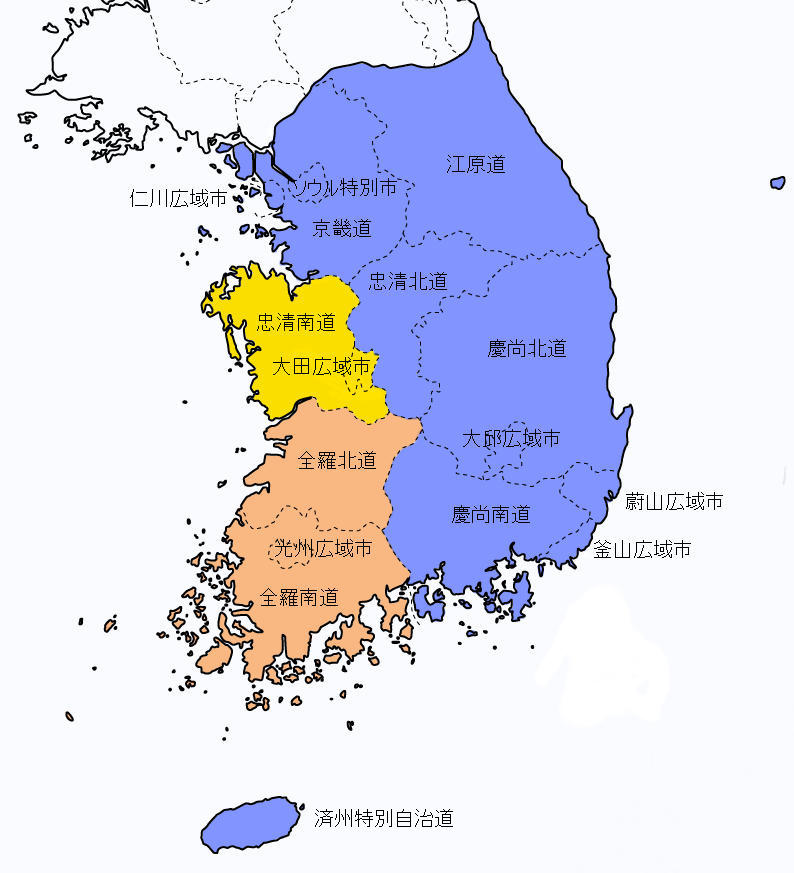
比例代表における各政党の優勢地域を地図に示した。ハンナラ党が全羅道と大田・忠清南道以外の地域で高い支持を得たことがわかる。
■ハンナラ党
■民主党
■先進党

注2：ハンナラ党=ハン、統合民主党=民主、自由先進党=先進、民主労働党=民労、親朴連帯=親朴、創造韓国党=韓国、進歩新党=進歩、無所属=無所

#### 地域対立に基づく投票行動の再燃
4年前の総選挙では、盧武鉉大統領の弾劾訴追の是非が大きな争点となったこともあって地域によって政党支持が極端に偏る現象はあまり目立たなかった。しかし、今回は、争点や盛り上がりに欠けた選挙戦となったことも影響してか、慶尚道が支持基盤のハンナラ党・親朴連帯、全羅道が支持基盤の民主党、忠清道が支持基盤の先進党、各地域における政党支持が全国平均より大きく偏る結果となり、韓国政治に大きな影響を与えている地域感情に基づいた投票行動が再燃した結果となった。なお、全羅道におけるハンナラ党の比例代表での得票数及び得票率は前回の総選挙時よりは若干だが増えた。反対に民主党は、前回のウリ党と新千年民主党それぞれの得票率を合計した分より、得票率をやや減らしている。
首都圏（ソウル・仁川・京畿道）
前回の総選挙でウリ党が過半数を制したソウル特別市（48選挙区）では、ハンナラ党が40選挙区で勝利、全体の8割以上を占め圧勝した。これに対して、民主党は党勢が強いとされた漢江北部の江北地域でも軒並みハンナラ党に議席を奪われ、選挙区を鞍替えして立候補した党代表の孫鶴圭や前大統領候補の鄭東泳も落選するなど7選挙区での勝利にとどまり壊滅的な敗北を喫した。ハンナラ党は仁川や京畿道でも民主党を制し、首都圏（111議席）全体の7割以上を占める81名が当選、地域区で当選した131名の6割以上がソウルとその首都圏から選出された当選者で占められることになり、慶尚道選出が多数を占めた前回の選挙結果とは全く反対の状態となった。この他に、創造韓国党がソウルで1名、親朴連帯が京畿道で1名、無所属が仁川と京畿道で1名ずつ当選した。
個別の選挙区では、ソウル市中心部の鐘路選挙区から立候補したハンナラ党の朴辰候補が、民主党代表の孫鶴圭を僅差で破って当選を果たした。江南地域の銅雀乙選挙区では蔚山市から鞍替えしたハンナラ党の鄭夢準と、全羅北道全州市から鞍替えした民主新党の前大統領候補で民主党の鄭東泳が激しく争ったが、鄭夢準が激戦を制した。ソウル市北西部の恩平乙選挙区では、創造韓国党代表の文国現が、ハンナラ党の有力者で李明博大統領側近の李在五を破って初当選を果たした。前回総選挙で、盧武鉉大統領への弾劾訴追に対する逆風で苦杯をなめた広津乙選挙区の秋美愛（民主党）は、ハンナラ党候補を破って返り咲きを果たした。
大田・忠清道
大田と忠清道が地盤である李会昌総裁率いる先進党と民主党が激しい接戦を展開したが、先進党が大田と忠清南道で強さを発揮、李会昌が洪城・礼山選挙区で当選したのを始め、14選挙区で勝利、第一党になった。民主党は内陸部の忠清北道の8選挙区中6選挙区、大田と忠南の各1選挙区で勝利し、忠清道における第2党の座を確保した。このように、忠清道では先進党と民主党が忠南と忠北で第一党を分け合う形となったのに対し、ハンナラ党は大田と南道で全敗、忠北でも1議席に留まり、前回選挙と同様に振るわなかった。旧・民主党前大統領候補で民主党の公薦を得られなかった李仁済は無所属で当選した。
嶺南（釜山・大邱・慶尚道）
嶺南地方（釜山・大邱、慶尚北道・慶尚南道）はハンナラ党の前身である民主自由党・新韓国党から続く保守系政党の伝統的な支持基盤で、2000年は65議席中64議席、2004年は68議席中60議席と圧倒的な強さを誇り、ハンナラ党の地域区選出議員の半分を超えていた。しかし今回は、党公認を得ることが出来なかった朴槿恵元代表支持グループが新党の親朴連帯や無所属で出馬、大邱や慶北で多数が当選したため、前回よりも20名近くも減らす46名に留まった。一方、全羅道を強固な地盤とする民主党は、前回ウリ党で当選した現職2名が釜山市沙下区（乙選挙区）と慶尚南道金海市（乙選挙区）で再選を果たし、嶺南地域における民主党の足場を確保したが、これ以外の候補は軒並み劣勢を強いられた。民労党は、前回慶尚南道昌原市で当選した前大統領候補の権永吉が議席を守った他に、前回比例区で当選し、泗川市の選挙区に鞍替えした農民運動出身の議員である姜基甲が、ハンナラ党の実力者李方鎬事務総長を、接戦の末に破って二度目の当選を果たした。
親朴連帯は朴槿恵の地元で選挙区がある大邱で3議席、慶北と釜山で1議席ずつを確保した他、ハンナラ党の公認を得られなかった候補が中心の無所属候補が慶北と釜山で5議席ずつ、蔚山と大邱及び慶南で1議席ずつ、あわせて13議席を確保し、ハンナラ党に次ぐ第2勢力となった。ただ親朴連帯と無所属候補はハンナラ党への復党の意思を明確に示しているため、これらも含めたハンナラ党系の議席数は64議席と、嶺南地方で圧倒的多数を占めている事実は変わりがないとも言える。
湖南（光州・全羅道）
平和民主党の潮流を引き継ぐ民主党系政党の絶対的な支持地盤である光州と全羅道では、民主党が31選挙区中、25選挙区で勝利したが、民主党の公認から漏れた候補者が相次いで無所属で出馬し、金大中元大統領の出身地である木浦市で朴智元が民主党候補を破って当選するなど、光州市で1議席、全羅北道で2議席、全羅南道で3名、合わせて6名が当選した。嶺南地域を支持基盤とするハンナラ党は今回、全羅道の31選挙区全てに候補者を擁立したが、軒並み劣勢で、当選者を出すことはできなかった。
江原道・済州特別自治道
北朝鮮に接している江原道では保守勢力が優勢で、2000年と2004年の総選挙でもハンナラ党が第一党になったが、今回、ハンナラ党の公認から漏れた無所属候補が健闘し3名が当選、同じ3名が当選したハンナラ党と並んだ（民主党は2名が当選）。済州特別自治道では、前回選挙においてウリ党で当選した現職3名が、ウリ党が主体となって結成された民主党から出馬して再選を果たした。

### 女性当選者
| 党派       | 合計 | 地域区 | 比例 代表 |
| ---------- | ---- | ------ | --------- |
| ハンナラ党 | 21   | 10     | 11        |
| 統合民主党 | 12   | 4      | 8         |
| 親朴連帯   | 4    | 0      | 4         |
| 自由先進党 | 2    | 0      | 2         |
| 民主労働党 | 2    | 0      | 2         |
| 合計       | 41   | 14     | 27        |

出典：「第18代国会議員選挙政党別当選者(東亜日報)」。
地域区と比例代表合わせて41名の女性候補者が当選したが、前回の17代総選挙での女性当選者39名と比較して若干増加した。地域区での当選者はハンナラ党の朴槿恵、返り咲きを果たした民主党の秋美愛など14名（現職11名、元職1名、新人2名。現職当選者の内、比例代表→地域区の鞍替え当選は5名。なお、比例代表に関しては当選者27名中、25名が新人候補）と前回の10名を上回って過去最多となった。一方で韓国初の女性国務総理を務めた韓明淑は京畿道高陽市一山東選挙区から出馬したが、ハンナラ党の候補に敗れた。政党別で見た場合ではハンナラ党が21名と最も多く、続いて民主党12名、親朴連帯4名、先進党と民労党が各2名であった（創造韓国党の女性当選者は無し）。地域区ではソウル市が8名（ハンナラ5名、民主3名）、京畿道4名（ハンナラ4名）、大邱市1名（ハンナラ1名）、全羅北道1名（民主1名）の順になっており、大部分がソウル市と京畿道の地域区で当選している。なお地域区における女性当選者は全員がハンナラ党もしくは民主党からの当選である。

### 新人当選者の減少
| 初当選 | 2選 | 3選 | 4選 | 5選 | 6選 | 7選 |
| ------ | --- | --- | --- | --- | --- | --- |
| 137    | 87  | 44  | 19  | 7   | 4   | 1   |

出典：聯合ニュースの「初当選議員は137人、前回より大幅に減る」。
今回の総選挙で、初当選を果たした候補は、137人で全体の45.8%に留まり、前回の17代総選挙の時の62.9%と比べて新人当選率は大幅に減少した。なお、第17代国会の現職議員で再選を果たした候補は、131人である。当選者の内、最多当選者は自由先進党の趙舜衝候補（比例代表）でこの選挙で7選を果たした。また、年齢構成では、50歳代が47.2%で最多となった。反対に386世代を中心とした40歳代以下の当選者は、前回総選挙においてウリ党で当選し、今回は統合民主党から立候補した議員が、多数落選したこともあり31.7%（前回43.1%）と減少し、前回総選挙より当選者の平均年齢はやや上がった。
| 職業                       | 人数 | ％   |
| -------------------------- | ---- | ---- |
| 国会議員（現職）           | 131  | 43.8 |
| 政党人（政党関係者）       | 87   | 29.1 |
| 法曹界（弁護士・裁判官等） | 22   | 7.4  |
| 学界                       | 12   | 4.0  |
| 企業経営者                 | 11   | 3.7  |
| 官僚                       | 10   | 3.3  |
| 言論人（ジャーナリスト）   | 8    | 2.7  |
| 市民団体                   | 8    | 2.7  |
| 医療関係者                 | 5    | 1.7  |
| 労働界（労働運動）         | 4    | 1.3  |
| 芸能界（タレント）         | 1    | 0.3  |

出典：2008年4月10日付韓国日報10面「当選者職業別分布」。

## 当選議員

### 小選挙区
ハンナラ党   統合民主党   自由先進党   親朴連帯   民主労働党   創造韓国党   無所属 
| ソウル特別市   | 鐘路区                         | 朴振   | 中区                           | 羅卿瑗 |
| ソウル特別市   | 龍山区                         | 陳永   | 城東区甲                       | 陳寿姫 |
| ソウル特別市   | 城東区乙                       | 金東聖 | 広津区甲                       | 権宅起 |
| ソウル特別市   | 広津区乙                       | 秋美愛 | 東大門区甲                     | 張光根 |
| ソウル特別市   | 東大門区乙                     | 洪準杓 | 中浪区甲                       | 柳政鉉 |
| ソウル特別市   | 中浪区乙                       | 秦聖昊 | 城北区甲                       | 鄭泰根 |
| ソウル特別市   | 城北区乙                       | 金孝在 | 江北区甲                       | 鄭亮碩 |
| ソウル特別市   | 江北区乙                       | 崔奎植 | 道峰区甲                       | 申志鎬 |
| ソウル特別市   | 道峰区乙                       | 金先東 | 芦原区甲                       | 玄鏡柄 |
| ソウル特別市   | 芦原区乙                       | 権泳臻 | 芦原区丙                       | 洪政旭 |
| ソウル特別市   | 恩平区甲                       | 李美卿 | 恩平区乙                       | 文国現 |
| ソウル特別市   | 西大門区甲                     | 李性憲 | 西大門区乙                     | 鄭斗彦 |
| ソウル特別市   | 麻浦区甲                       | 姜升圭 | 麻浦区乙                       | 康容碩 |
| ソウル特別市   | 陽川区甲                       | 元喜龍 | 陽川区乙                       | 金容兌 |
| ソウル特別市   | 江西区甲                       | 具相燦 | 江西区乙                       | 金聖泰 |
| ソウル特別市   | 九老区甲                       | 李泛来 | 九老区乙                       | 朴映宣 |
| ソウル特別市   | 衿川区                         | 安亨奐 | 永登浦区甲                     | 田麗玉 |
| ソウル特別市   | 永登浦区乙                     | 権寧世 | 銅雀区甲                       | 田炳憲 |
| ソウル特別市   | 銅雀区乙                       | 鄭夢準 | 冠岳区甲                       | 金成植 |
| ソウル特別市   | 冠岳区乙                       | 金熙喆 | 瑞草区甲                       | 李恵薫 |
| ソウル特別市   | 瑞草区乙                       | 高承徳 | 江南区甲                       | 李鍾九 |
| ソウル特別市   | 江南区乙                       | 孔星鎮 | 松坡区甲                       | 朴英娥 |
| ソウル特別市   | 松坡区乙                       | 柳一鎬 | 松坡区丙                       | 金聖順 |
| ソウル特別市   | 江東区甲                       | 金忠環 | 江東区乙                       | 尹碩鎔 |
| 仁川広域市     | 中区・東区・甕津郡             | 朴商銀 | 南区甲                         | 洪日杓 |
| 仁川広域市     | 南区乙                         | 尹相現 | 延寿区                         | 黄祐呂 |
| 仁川広域市     | 南洞区甲                       | 李允盛 | 南洞区乙                       | 趙全赫 |
| 仁川広域市     | 富平区甲                       | 趙鎮衡 | 富平区乙                       | 具本喆 |
| 仁川広域市     | 桂陽区甲                       | 辛鶴用 | 桂陽区乙                       | 宋永吉 |
| 仁川広域市     | 西区・江華郡甲                 | 李鶴宰 | 西区・江華郡乙                 | 李敬在 |
| 京畿道         | 水原市長安区                   | 朴鍾熙 | 水原市勧善区                   | 鄭美京 |
| 京畿道         | 水原市八達区                   | 南景弼 | 水原市霊通区                   | 金振杓 |
| 京畿道         | 城南市寿井区                   | 申栄洙 | 城南市中院区                   | 申相珍 |
| 京畿道         | 城南市盆唐区甲                 | 高興吉 | 城南市盆唐区乙                 | 任太熙 |
| 京畿道         | 議政府市甲                     | 文喜相 | 議政府市乙                     | 康聖鐘 |
| 京畿道         | 安養市万安区                   | 李鍾杰 | 安養市東安区甲                 | 李錫玄 |
| 京畿道         | 安養市東安区乙                 | 沈在哲 | 富川市遠美区甲                 | 林亥圭 |
| 京畿道         | 富川市遠美区乙                 | 李思哲 | 富川市素砂区                   | 車明進 |
| 京畿道         | 富川市梧亭区                   | 元恵栄 | 光明市甲                       | 白在鉉 |
| 京畿道         | 光明市乙                       | 全在姫 | 平沢市甲                       | 元裕哲 |
| 京畿道         | 平沢市乙                       | 鄭長善 | 楊州市・東豆川市               | 金性洙 |
| 京畿道         | 安山市常緑区甲                 | 李和洙 | 安山市常緑区乙                 | 洪章杓 |
| 京畿道         | 安山市檀園区甲                 | 千正培 | 安山市檀園区乙                 | 朴順子 |
| 京畿道         | 高陽市徳陽区甲                 | 孫範奎 | 高陽市徳陽区乙                 | 金兌原 |
| 京畿道         | 高陽市一山東区                 | 白成雲 | 高陽市一山西区                 | 金映宣 |
| 京畿道         | 義王市・果川市                 | 安商守 | 九里市                         | 朱光徳 |
| 京畿道         | 南楊州市甲                     | 崔宰誠 | 南楊州市乙                     | 朴起春 |
| 京畿道         | 烏山市                         | 安敏錫 | 始興市甲                       | 白元宇 |
| 京畿道         | 始興市乙                       | 趙正湜 | 軍浦市                         | 金富謙 |
| 京畿道         | 河南市                         | 文学振 | 龍仁市処仁区                   | 禹済昌 |
| 京畿道         | 龍仁市水枝区                   | 韓善教 | 龍仁市器興区                   | 朴俊宣 |
| 京畿道         | 坡州市                         | 黄震夏 | 利川市・驪州郡                 | 李範観 |
| 京畿道         | 安城市                         | 金学容 | 金浦市                         | 劉正福 |
| 京畿道         | 華城市甲                       | 金成会 | 華城市乙                       | 朴普煥 |
| 京畿道         | 広州市                         | 鄭鎮燮 | 抱川市・漣川郡                 | 金栄宇 |
| 京畿道         | 楊平郡・加平郡                 | 鄭柄国 |                                |        |
| 江原道         | 春川市                         | 許櫏   | 原州市                         | 李季振 |
| 江原道         | 江陵市                         | 崔旭澈 | 東海市・三陟市                 | 崔鉛熙 |
| 江原道         | 束草市・高城郡・襄陽郡         | 宋勲錫 | 洪川郡・横城郡                 | 黄永哲 |
| 江原道         | 太白市・寧越郡・平昌郡・旌善郡 | 李光宰 | 鉄原郡・華川郡・楊口郡・麟蹄郡 | 李龍三 |
| 忠清北道       | 清州市上党区                   | 洪在馨 | 清州市興徳区甲                 | 呉済世 |
| 忠清北道       | 清州市興徳区乙                 | 盧英敏 | 忠州市                         | 李始鍾 |
| 忠清北道       | 堤川市・丹陽郡                 | 宋光浩 | 清原郡                         | 卞在一 |
| 忠清北道       | 報恩郡・沃川郡・永同郡         | 李龍熙 | 曽坪郡・鎮川郡・槐山郡・陰城郡 | 金鍾律 |
| 大田広域市     | 東区                           | 林栄鎬 | 中区                           | 権善宅 |
| 大田広域市     | 西区甲                         | 朴炳錫 | 西区乙                         | 李在善 |
| 大田広域市     | 儒城区                         | 李相珉 | 大徳区                         | 金昌洙 |
| 忠清南道       | 天安市甲                       | 梁承晁 | 天安市乙                       | 朴商敦 |
| 忠清南道       | 公州市・燕岐郡                 | 沈大平 | 保寧市・舒川郡                 | 柳根粲 |
| 忠清南道       | 牙山市                         | 李明洙 | 瑞山市・泰安郡                 | 辺雄田 |
| 忠清南道       | 論山市・鶏龍市・錦山郡         | 李仁済 | 扶余郡・青陽郡                 | 李鎮三 |
| 忠清南道       | 唐津郡                         | 金洛聖 | 洪城郡・礼山郡                 | 李会昌 |
| 全羅北道       | 全州市完山区甲                 | 李茂永 | 全州市完山区乙                 | 張世煥 |
| 全羅北道       | 全州市徳津区                   | 金世雄 | 群山市                         | 康奉均 |
| 全羅北道       | 益山市甲                       | 李春錫 | 益山市乙                       | 趙培淑 |
| 全羅北道       | 井邑市                         | 柳成葉 | 南原市・淳昌郡                 | 李康来 |
| 全羅北道       | 金堤市・完州郡                 | 崔圭成 | 鎮安郡・茂朱郡・長水郡・任実郡 | 丁世均 |
| 全羅北道       | 高敞郡・扶安郡                 | 金椿鎮 |                                |        |
| 光州広域市     | 東区                           | 朴柱宣 | 西区甲                         | 趙泳沢 |
| 光州広域市     | 西区乙                         | 金泳鎮 | 南区                           | 姜雲太 |
| 光州広域市     | 北区甲                         | 姜琪正 | 北区乙                         | 金載均 |
| 光州広域市     | 光山区甲                       | 金東喆 | 光山区乙                       | 李庸燮 |
| 全羅南道       | 木浦市                         | 朴智元 | 麗水市甲                       | 金星坤 |
| 全羅南道       | 麗水市乙                       | 朱昇鎔 | 順天市                         | 徐甲源 |
| 全羅南道       | 羅州市・和順郡                 | 崔仁基 | 光陽市                         | 禹潤根 |
| 全羅南道       | 潭陽郡・谷城郡・求礼郡         | 金孝錫 | 高興郡・宝城郡                 | 朴相千 |
| 全羅南道       | 長興郡・康津郡・霊岩郡         | 柳宣浩 | 海南郡・莞島郡・珍島郡         | 金瑛録 |
| 全羅南道       | 務安郡・新安郡                 | 李潤錫 | 咸平郡・霊光郡・長城郡         | 李洛淵 |
| 大邱広域市     | 中区・南区                     | 裵英植 | 東区甲                         | 朱盛英 |
| 大邱広域市     | 東区乙                         | 劉承旼 | 西区                           | 洪思徳 |
| 大邱広域市     | 北区甲                         | 李明奎 | 北区乙                         | 徐相箕 |
| 大邱広域市     | 寿城区甲                       | 李漢久 | 寿城区乙                       | 朱豪英 |
| 大邱広域市     | 達西区甲                       | 朴鍾根 | 達西区乙                       | 李海鳳 |
| 大邱広域市     | 達西区丙                       | 趙源震 | 達城郡                         | 朴槿恵 |
| 慶尚北道       | 浦項市北区                     | 李秉錫 | 浦項市南区・鬱陵郡             | 李相得 |
| 慶尚北道       | 慶州市                         | 金一潤 | 金泉市                         | 李喆雨 |
| 慶尚北道       | 安東市                         | 金光琳 | 亀尾市甲                       | 金晟祚 |
| 慶尚北道       | 亀尾市乙                       | 金泰煥 | 栄州市                         | 張倫碩 |
| 慶尚北道       | 永川市                         | 鄭熙秀 | 尚州市                         | 成允煥 |
| 慶尚北道       | 聞慶市・醴泉郡                 | 李翰成 | 慶山市・清道郡                 | 崔炅煥 |
| 慶尚北道       | 高霊郡・星州郡・漆谷郡         | 李仁基 | 軍威郡・義城郡・青松郡         | 丁海杰 |
| 慶尚北道       | 英陽郡・盈徳郡・奉化郡・蔚珍郡 | 姜碩鎬 |                                |        |
| 釜山広域市     | 中区・東区                     | 鄭義和 | 西区                           | 兪奇濬 |
| 釜山広域市     | 影島区                         | 金炯旿 | 釜山鎮区甲                     | 許元斉 |
| 釜山広域市     | 釜山鎮区乙                     | 李鍾赫 | 東萊区                         | 李珍福 |
| 釜山広域市     | 南区甲                         | 金正薫 | 南区乙                         | 金武星 |
| 釜山広域市     | 北区・江西区甲                 | 朴敏植 | 北区・江西区乙                 | 許泰烈 |
| 釜山広域市     | 海雲台区・機張郡甲             | 徐秉洙 | 海雲台区・機張郡乙             | 安炅律 |
| 釜山広域市     | 沙下区甲                       | 玄伎煥 | 沙下区乙                       | 趙慶泰 |
| 釜山広域市     | 金井区                         | 金世淵 | 蓮堤区                         | 朴大海 |
| 釜山広域市     | 水営区                         | 柳在仲 | 沙上区                         | 張済元 |
| 蔚山広域市     | 中区                           | 鄭甲潤 | 南区甲                         | 崔炳国 |
| 蔚山広域市     | 南区乙                         | 金起炫 | 東区                           | 安孝大 |
| 蔚山広域市     | 北区                           | 尹斗煥 | 蔚州郡                         | 姜吉夫 |
| 慶尚南道       | 昌原市甲                       | 権炅錫 | 昌原市乙                       | 権永吉 |
| 慶尚南道       | 馬山市甲                       | 李柱栄 | 馬山市乙                       | 安鴻俊 |
| 慶尚南道       | 鎮海市                         | 金鶴松 | 晋州市甲                       | 崔球植 |
| 慶尚南道       | 晋州市乙                       | 金在庚 | 統営市・固城郡                 | 李君賢 |
| 慶尚南道       | 泗川市                         | 姜基甲 | 南海郡・河東郡                 | 余尚奎 |
| 慶尚南道       | 金海市甲                       | 金正権 | 金海市乙                       | 崔喆国 |
| 慶尚南道       | 密陽市・昌寧郡                 | 曺海珍 | 巨済市                         | 尹英   |
| 慶尚南道       | 梁山市                         | 許範道 | 宜寧郡・咸安郡・陜川郡         | 趙辰来 |
| 慶尚南道       | 山清郡・咸陽郡・居昌郡         | 慎聖範 |                                |        |
| 済州特別自治道 | 済州市甲                       | 姜昌一 | 済州市乙                       | 金宇南 |
| 済州特別自治道 | 西帰浦市                       | 金才允 |                                |        |

#### 補欠選挙
| 年   | 日付  | 選挙区                                 | 当選者 | 当選政党   | 欠員   | 欠員政党   | 欠員事由                       |
| ---- | ----- | -------------------------------------- | ------ | ---------- | ------ | ---------- | ------------------------------ |
| 2009 | 4.29  | 仁川富平区乙                           | 洪永杓 | 民主党     | 具本喆 | ハンナラ党 | 公職選挙法違反により当選無効   |
| 2009 | 4.29  | 蔚山北区                               | 趙承洙 | 進歩新党   | 尹斗煥 | ハンナラ党 | 当選無効                       |
| 2009 | 4.29  | 全羅北道全州市徳津区                   | 鄭東泳 | 無所属     | 金世雄 | 民主党     | 当選無効                       |
| 2009 | 4.29  | 全羅北道全州市完山区甲                 | 辛建   | 無所属     | 李茂永 | 無所属     | 当選無効                       |
| 2009 | 4.29  | 慶尚北道慶州市                         | 鄭寿星 | 無所属     | 金一潤 | 無所属     | 当選無効                       |
| 2009 | 10.28 | 京畿道水原市長安区                     | 李燦烈 | 民主党     | 朴鍾熙 | ハンナラ党 | 当選無効                       |
| 2009 | 10.28 | 京畿道安山市常緑区乙                   | 金栄煥 | 民主党     | 洪章杓 | ハンナラ党 | 当選無効                       |
| 2009 | 10.28 | 江原道江陵市                           | 権性東 | ハンナラ党 | 崔旭澈 | 無所属     | 当選無効                       |
| 2009 | 10.28 | 忠清北道曽坪郡・鎮川郡・槐山郡・陰城郡 | 鄭範九 | 民主党     | 金鍾律 | 民主党     | 被選挙権喪失                   |
| 2009 | 10.28 | 慶尚南道梁山市                         | 朴熺太 | ハンナラ党 | 許範道 | ハンナラ党 | 当選無効                       |
| 2010 | 7.28  | ソウル恩平区乙                         | 李在五 | ハンナラ党 | 文国現 | 創造韓国党 | 当選無効                       |
| 2010 | 7.28  | 仁川桂陽区乙                           | 李商権 | ハンナラ党 | 宋永吉 | 民主党     | 仁川広域市長選へ出馬           |
| 2010 | 7.28  | 光州南区                               | 張秉浣 | 民主党     | 姜雲太 | 民主党     | 光州広域市長選へ出馬           |
| 2010 | 7.28  | 江原道原州市                           | 朴宇淳 | 民主党     | 李季振 | ハンナラ党 | 江原道知事選へ出馬             |
| 2010 | 7.28  | 江原道鉄原郡・華川郡・楊口郡・麟蹄郡   | 韓起鎬 | ハンナラ党 | 李龍三 | 民主党     | 死去                           |
| 2010 | 7.28  | 江原道太白市・寧越郡・平昌郡・旌善郡   | 崔鍾元 | 民主党     | 李光宰 | 民主党     | 江原道知事選へ出馬             |
| 2010 | 7.28  | 忠清北道忠州市                         | 尹鎮植 | ハンナラ党 | 李始鍾 | 民主党     | 忠清北道知事選へ出馬           |
| 2010 | 7.28  | 忠清南道天安市乙                       | 金昊淵 | ハンナラ党 | 朴商敦 | 自由先進党 | 忠清南道知事選へ出馬           |
| 2011 | 4.27  | 京畿道城南市盆唐区乙                   | 孫鶴圭 | 民主党     | 任太熙 | ハンナラ党 | 大統領室長に指名               |
| 2011 | 4.27  | 全羅南道順天市                         | 金先東 | 民主労働党 | 徐甲源 | 民主党     | 政治資金法違反により議員職喪失 |
| 2011 | 4.27  | 慶尚南道金海市乙                       | 金台鎬 | ハンナラ党 | 崔喆国 | 民主党     | 政治資金法違反により議員職喪失 |

### 比例区
| ハンナラ党 | 姜命順 | 林斗成 | 裵恩姫 | 姜成天 | 李貞善 | 金章洙 | 金小南 | 鄭鎮碩 | 李恩宰 | 李達坤 | 金錦来 | 羅城麟 | 趙允旋 | 曺文煥 | 孫淑美 | 元喜睦 | 李愛珠 | 李春植 | 鄭玉任 | 林東奎 | 金玉伊 | 李貞鉉 |
| 統合民主党 | 李成男 | 朴殷秀 | 崔英姫 | 宋旻淳 | 全恵淑 | 鄭国教 | 全賢姫 | 徐鍾杓 | 申楽均 | 崔文洵 | 金相姫 | 金忠兆 | 朴仙淑 | 安圭伯 | 金裕貞 |        |        |        |        |        |        |        |
| 親朴連帯   | 梁貞礼 | 徐清源 | 金魯植 | 宋永仙 | 金乙東 | 鄭河均 | 丁英姫 | 盧喆来 |        |        |        |        |        |        |        |        |        |        |        |        |        |        |
| 自由先進党 | 李玲愛 | 趙舜衡 | 朴宣映 | 金容九 |        |        |        |        |        |        |        |        |        |        |        |        |        |        |        |        |        |        |
| 民主労働党 | 郭貞淑 | 洪熙徳 | 李正姫 |        |        |        |        |        |        |        |        |        |        |        |        |        |        |        |        |        |        |        |
| 創造韓国党 | 李容璟 | 李漢正 |        |        |        |        |        |        |        |        |        |        |        |        |        |        |        |        |        |        |        |        |

#### 繰上当選
| 年   | 日付 | 当選者 | 名簿政党名 | 欠員   | 欠員事由                           |
| ---- | ---- | ------ | ---------- | ------ | ---------------------------------- |
| 2009 | 1.8  | 柳元一 | 創造韓国党 | 李漢正 | 当選無効                           |
| 2009 | 3.4  | 李枓娥 | ハンナラ党 | 李達坤 | 行政安全部長官に指名               |
| 2009 | 11.3 | 金鎮愛 | 民主党     | 鄭国教 | 当選無効                           |
| 2009 | 11.3 | 金恵聖 | 親朴連帯   | 梁貞礼 | 当選無効                           |
| 2009 | 11.3 | 尹相逸 | 親朴連帯   | 徐清源 | 当選無効                           |
| 2009 | 11.3 | 金情   | 親朴連帯   | 金魯植 | 当選無効                           |
| 2010 | 7.16 | 金盛東 | ハンナラ党 | 鄭鎮碩 | 青瓦台政務首席に指名               |
| 2010 | 9.9  | 崔景喜 | ハンナラ党 | 林斗成 | 政治資金法違反の嫌疑により当選無効 |
| 2011 | 4.5  | 金鶴在 | 民主党     | 崔文洵 | 江原道知事選へ出馬                 |
| 2011 | 10.4 | 李栄愛 | ハンナラ党 | 金錦来 | 女性家族部長官に指名               |
| 2012 | 1.25 | 宣炅植 | 創造韓国党 | 柳元一 | 辞職                               |